# Guillem Belibasta
Guillem Belibasta, en occità Guilhem Belibasta, fill i net de creients, fou un occità i perfecte càtar nascut cap al 1280 a Cubièra (Llenguadoc, a tocar de la Fenolleda), de llarga tradició càtara, en una família de pagesos i ramaders. Cubièra, tot i la croada albigesa i els esforços catòlics per a erradicar l'heretgia, havia aconseguit mantenir-se en la clandestinitat mercès a la predicació dels germans perfectes Authier.
| « | <Vaig sentir dir a Guilhem Belibasta i Felip de Costaussa, els difunts heretges, que el matrimoni carnal entre l'home i la dona no val res, sinó el matrimoni espiritual entre l'ànima i l'esperit. És a dir, quan l'ànima, que roman sempre en l'home, i l'esperit, que va i ve, són bons i s'uneixen entre ells, de manera que l'ànima vol el que vol l'esperit, i l'esperit el que vol l'ànima, i ells es reconeixen en el Bé. Aquest és el matrimoni que Déu ha instituït.> | » |

Jean Duvernoy
Le registre d'Inquisition de Jacques Fournier; volum III, pàg, 1013.
La joventut de Guilhèm, en contra dels consells rebuts dels seus progenitors, devots càtars, no va ser gaire exemplar, perquè sempre estava en embolics en disputes i baralles amb altres pagesos de la regió. El 1306, segons les cròniques, com a resultat d'una frenètica discussió, Belibasta va matar Bartomeu Garnier, un pastor de Vila-roja de Termenés (domini de l'arquebisbe de Narbona). En realitat, va ser víctima d'un parany, i, en veure's acorralat, va matar en defensa pròpia, però va ser declarat culpable, perquè la justícia eclesiàstica va carregar contra ell. La víctima, segons els arxius consultats a Narbona, era un catòlic convençut que treballava al servei de l'arquebisbe de Narbona, Bernard de Farges, com a pastor que portava el ramat a les pastures estivals de Cubièra. Els mòbils d'aquell crim mai no els sabrem, però el cert és que l'arquebisbe de Narbona va veure en això no només l'excusa que necessitava per a condemnar Belibasta, sinó també la manera més ràpida d'apropiar-se, per via legal, de tots els béns d'una família qualificada d'herètica. Bernard de Farges exercia, a més, de senyor feudal de Vilaroja de Termenés i de Cubièra.
Belibasta, jutjat en efígie, va ser declarat culpable, de manera que es va veure obligat a abandonar la seva família i a fugir de la zona tan ràpidament com li va ser possible, al mateix temps que s'anava apropant a la religió càtara, va haver de passar a la clandestinitat amb els càtars. Va ser ordenat perfecte a Rabastens per Felip d'Alairac. A petició pròpia, i també com a conseqüència de la crema a la foguera d'un pastor de l'Església càtara, aterridor espectacle que Guilhem va presenciar a la vila de Galhac, confós entre la multitud per no ser identificat, en el seu desig de fer vots de penitència, Belibasta es retirà al llogaret de Montalló, a Montalhon, a l'Arieja, on seguí a ulls clucs els ensenyaments del seu mestre Felip d'Alairac. Va ser a partir de llavors quan la vida de Belibasta inicià un recorregut tumultuós, d'assetjament i enderrocament per part de la Inquisició, que afectà també a la seva família. En aquest llogaret de l'Arieja coincidien les transhumàncies de bestiar oví més importants, abans d'iniciar el desplaçament cap a les pastures del sud, a través dels Pirineus (Josa de Cadí, Morella, Torroella de Montgrí, Sant Mateu...), per als ramaders occitans, en els quals també s'incloïen càtars camuflats.
L'any 1308 Belibasta va patir el seu primer arrest, quan era a Montalhon. Junt al seu company Felip d'Alairac, va ser empresonat a la presó del Mur de Carcassona, on molt pocs tornaven a veure la llum de sol. No obstant això, tots dos es va escapar el 1309 d'aquell infern, entre les ombres de la nit, a través dels passadissos i muralles d'aquesta impressionant fortalesa, tot creuant el riu Aude; es dirigiren als Pirineus, camuflats com a ramaders, i van passar per Puigcerdà, on Belibasta va conèixer Sant Durand, monjo templer que havia dedicat la seva vida a protegir els col·lectius càtars que fugien de la Inquisició francesa. Des d'allí, esl fugitius, després de passar per Ripoll, Berga i Olot, van arribar a Torroella de Montgrí, on Felip va decidir tornar a Occitània, per seguir exercint el seu ministeri; un gran error, peque no trigà a ser capturat de nou pels inquisidors i cremat viu a la foguera. En canvi Belibasta es va refugiar a Catalunya on va prendre el nom de Pere Penchenier.
A Catalunya va treballar com a expert teixidor i en altres oficis, mentre anava visitant col·lectius càtars, sempre amb la major discreció. A la comanda templera de Santa Magdalena, a Palau-solità i Plegamans, on hi va romandre unes setmanes treballant, i després es traslladà al sud català, on coneixia l'existència de nombrosos col·lectius occitans. Canvià el nom de Pere Penchenier (cognom derivat de les cardes de es industries tèxtils que maniobrava)-- i d'ofici: fabricant pintes de teler, tot i que, a més, es guanyava la vida com a viticultor, en temporada, a la zona de Poblet (Conca de Barberà), a Flix i a Vimbodí, on treballà en un taller de vidre bufat de cristall blau. Estant a Tortosa, la gran capital de l'Ebre en el seu curs inferior, va assabentar-se del fatal desenllaç del seu germà Felip d'Alairac, i el va abatre una profunda tristesa, però va aconseguir aplegar forces per seguir predicant la fe càtara. A través d'Orta (Horta de Sant Joan) i Arnes penetrà al Matarranya; a Vall-de-roures treballà de pastor, i a Beseit, de sabater.
El 1314 es va establir a Morella, i es guanyà la vida com a cisteller; però no s'hi trobava gaire a gust, a la capital dels Ports, a causa de la gran quantitat de convents i del poder de l'Església catòlica. On hi havia una comunitat càtara era poblet proper de Sant Mateu hi on Belibasta s'hi sentia com a peix dins l'aigua, perquè en aquest població, igualment emmurallada, gravitava l'essència d'una llibertat de pensament, exemplar; cada col·lectiu religiós pregava al seus temples (els musulmans, a la mesquita; els jueus, a la sinagoga, i els cristians a l'església de Sant Joan Baptista), i els càtars, arribats del Llenguadoc en diferents moments històrics a partir de la caiguda de Montsegur, representaven ni més ni menys que una tercera part de la població: es tractava del col·lectiu occità més nombrós fora de la seva terra d'origen.
Sant Mateu era una vila feudal, en la qual les tres comunitats convivien en plena harmonia, tot un dinamisme comercial i una llibertat religiosa que es mantenia mercès a l'arrelament templer que seguia bategant a les ments de la gent. De Sant Mateu Belibasta no en sortia si no era per anar a predicar a les reunions de creients que es concentraven en aquesta població del Maestrat castellonenc; sempre se'l veia acompanyat pel seu bon amic, igualment càtar, Pere Mauri. Cal recordar a més que en aquesta zona els templers van desenvolupar àmpliament la ciència alquímica, a Catí i altres poblacions i comandes, fins i tot després de l'extermini eclesiàstic de l'orde.
Va agafar com a amistançada Raimunda Martí, que tenia una filla, i la va fer passar per la seva dona (els perfectes càtars feien veure que eren laics davant el catòlics). Aviat va passar a dirigir la comunitat de Sant Mateu. El 1320 va deixar embarassada la seva companya, cosa que no estava permesa entre els càtars, perquè representava de trencar el vot de castedat. Llavors va casar la seva dona amb el seu amic Pere Mauri, a qui va atribuir la paternitat, però després, gelós, va desfer el maridatge. En les seves tasques espirituals però, es comportava adequadament.
A Sant Mateu, al morir el seu amic Pere Mauri, Belibasta va assumir la plena responsabilitat de perfecte, tot predicant la fe càtara i l'Evangeli de sant Joan Evangelista als creients, i convocant reunions a la maison, amb la major discreció i amb el major respecte vers els altres credos religiosos. Durant sis anys, Guilhem va viure a Sant mateu dies de felicitat, tot i no poder gaudir gaire del seu fill perquè li ho impedien els preceptes del catarisme, i que ell va mantenir en secret.
No obstant això, l'ombra malèfica de la Inquisició francesa no trigà a arribar a l'interior del regne d'Aragó; concretament a la ciutat d'Alcanyís (Terol), els càtars van haver de refugiar-se a les antigues galeries subterrànies per no ser descoberts per l'espessa xarxa d'informadors de què disposava el Sant Ofici. El braç armat de l'Església romana no va trigar a arribar a la vila de Sant Mateu, a dues jornades a cavall al sud de Morella.
L'any 1320, camuflat entre un grup d'occitans, va fer cap a Sant Mateu un tal Arnau Sicre --àlies Baille--, oriünd de la localitat d'Acs (Arieja). Sicre era un despietat mercenari eclesiàstic, enviat pel més temible dels inquisidors francesos Jacme Fornier bisbe de Pàmies (amb els anys papa Benet XII), el qual, així mateiiix es feia passar com a portador d'un dramàtic i angoixant missatge de la família de Belibasta. Era un document clar i contundent, sinistrament redactat, per animar l'heretge a tornar al Llenguadoc, sota la farsa que els seus pares es trobaven greument malalts.
Per poder materialitzar el seu pla, Sicre va realitzar tota mena d'estratagemes, i no va trigar a convèncer a Belibasta que el seu missatge era sincer, i alhora li facilità tota mena d'informació sobre els seus familiars, a més de parlar sobre els més profunds secrets espirituals del catarisme i l'obligat deure de concedir el consolamentum a una dona malalta. La bondat i noblesa de Belibasta van fer possible que caigués aviat en el parany: va considerar d'imperiosa necessitat el retorn a Occitània per veure els seus familiars i així donar-los ell mateix el necessari sagrament càtar al llit de mort.
Guanyada ja la confiança plena de Belibasta, no dubta a oferir-se com a company de viatge en el llarg trajecte que els separa cap al Llenguadoc el 1321, i Belibasta no va tenir cap inconvenient a accedir-hi. Durant el març d'aquell any, ja en ruta, en direcció nord, per Agramunt, Tremp, els Collegars, Gerri, Sort, Llavorsí, arribaren a la localitat de Tírvia, a la diòcesi d'Urgell. Per Arnau Sicre, un agent de la Inquisició, que havia estat esperant aquell moment durant molts anys va ser denunciat al batlle del comte de Foix, senyor del lloc, alhora que Sicre es desprenia de la seva capa i li mostrava desafiant les insígnies de la Inquisició que lluïa al pit. Va ser encarcerat a Castellbò i conduït a la fortalesa veïna, on carregat de cadenes, fou empès a les horribles masmorres dels soterranis. Durant aquella interminable nit, Belibasta va intentar en diverses ocasions, totes en va, reclamar a la guàrdia la presencia de Sicre, perquè aquest li administres el consolamentum, i després suïcidar-se tot llançant-se pels merlets de la torre de l'homenatge i arribar directament al cel.
El delator no va aparèixer a les sinistres masmorres; sí, en canvi, els esbirros experts a produir el més refinat dels dolors en els éssers humans. Després d'una nit d'horribles tortures, que van ocasionar a Belibasta els més punyents sofriments, l'endemà al matí, amb l'esquena plena de sang i mig moribund, el pres va ser portat de nou a la Cité de Carcassona, la ciutat on es concentrava llavors el poder suprem del Sant Ofici al sud de França. Les més poderoses autoritats de l'Església i la Inquisició, com feristeles famolenques, estaven esperant al desgraciat. Al capdavant d'aquell sever tribunal, el bisbe de Pàmies, Jacme Fornier. Seguint els desitjós de Bernard de Farges, arquebisbe de Narbona, Guilhem Belibasta va ser jutjat i condemnat a mort: havia de ser cremat viu a la foguera. La pira s'havia de disposar al pati d'armes del castell de Vila-roja del Termenés, on l'arquebisbe tenia la seva residència, perquè pogués gaudir millor de l'espectacle des de les seves estances. Jacme Fornier, un dels homes més poderosos de França, era, a la vegada, odiat per la seva crueltat, al ser, a més de bisbe de Pàmies (1316-1325), el responsable màxim de la Inquisició a Occitània; paradoxalment, aquest home va arribar a ocupar, a la ciutat d'Avinyó, la butaca de Sant Pere, amb el nom de Benet XII de 1334 fins 1342.

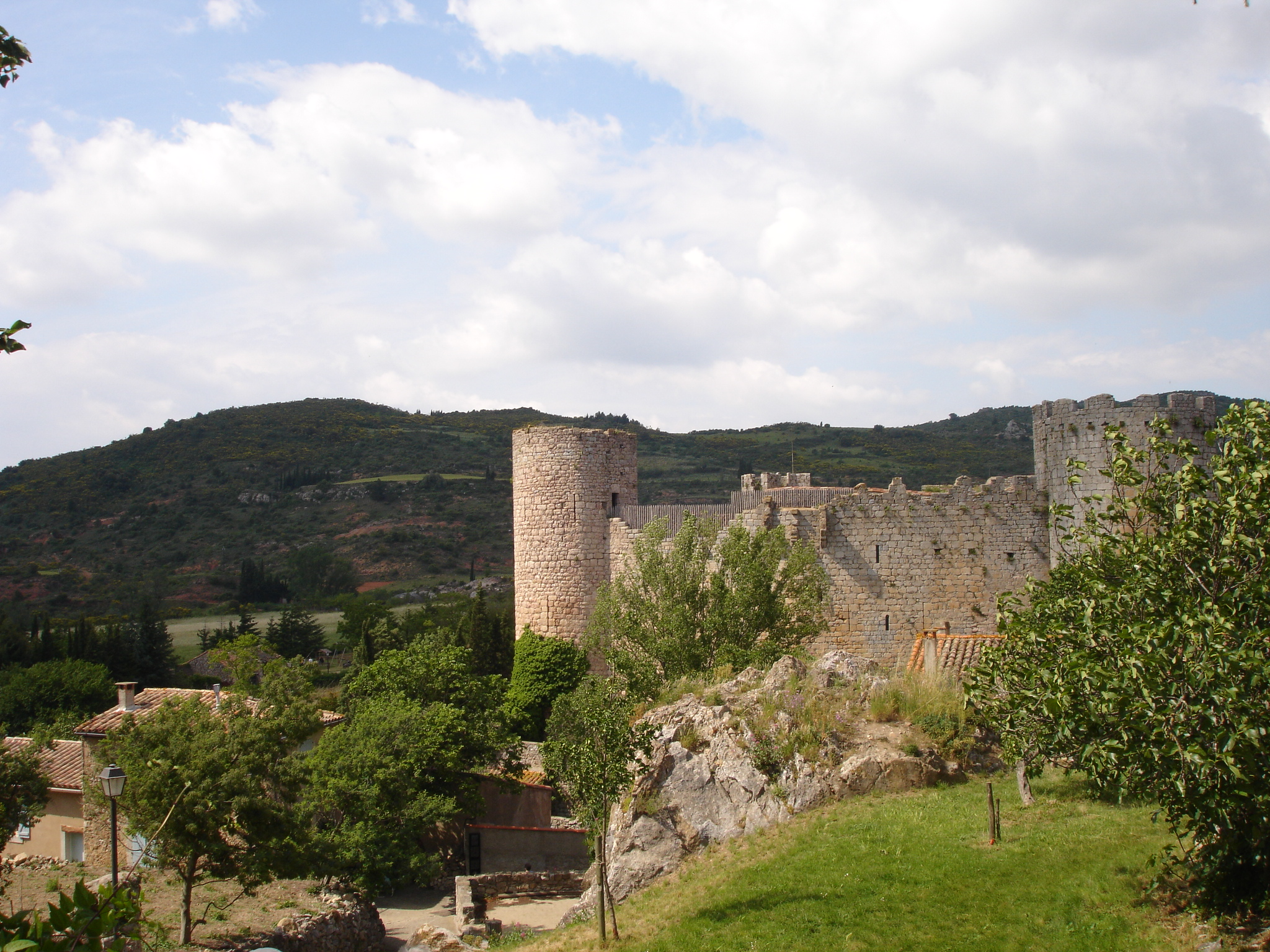
Castell de Vila-roja del Termenés, on fou cremat viu Belibasta

Conduit a Vila-roja del Termenés (Aude), Guilhem Belibasta, l'últim perfecte càtar del Llenguadoc, va morir abrasat per les flames la matinada del 24 d'octubre de 1321. Des de les finestres del castell, l'arquebisbe de Narbona observava detalladament la mort de Belibasta, i no va poder evitar sentir les últimes paraules del condemnat poc abans de ser consumit pel foc. Amb els ulls destapats, perquè va refusar que els hi tapessin, va tenir temps de llançar a l'aire la següent profecia:
| « | <Al cap de set-cents anys, florirà el llorer.> | » |

Llavors un colom blanc es va elevar al vent, sorgit de les flames; era la Metempsicosi, la transmigració de l'ànima. Ocupava el papat a Avinyó el pontífex Joan XXII, un altre titella del monarca francès.
Malgrat la deficient preparació i l'escassa alçada moral que havia manifestat durant la primera etapa de la seva vida, Belibasta, va tenir un final digne dels màrtirs de Montsegur. amb ell desaparegué l'últim representant d'una antiga casta de perfectes que impartien el consolamentum i una fe que, sense deixar de ser cristiana, enfonsava les arrels a la llunyana Pèrsia.
Probablement si l'Orde del Temple hagués existit l'any 1321, l'arrest de Belibasta no s'hagués produït perquè els cavallers de la creu haurien desemmascarat a temps al traïdor Arnau Sicré molt abans d'arribar al Pirineu de Lleida. Però la història no es pot canviar. El que a hom pot sorprendre, sens dubte, és el nomenament de Jacme Fornier com a pontífex després del seu historial.
La delació de l'espia Arnau Sicré --que, paradoxalment, era membre d'una família càtara a la qual la Inquisició no només havia arrabassat tots els seus béns, sinó que també va llançar a la foguera purificadora la seva mare, però, no obstant això, ell no va dubtar a posar-se al servei dels inquisidors per tal de recuperar la seva fortuna-- i la mort de Guilhem Belibasta a la foguera van fer estremir bona part de les comunitats càtares de Catalunya i d'altres territoris del regne d'Aragó. La de Sant Mateu, concretament, es va dissoldre al cap de pocs mesos, i va desaparèixer per complet l'any 1324.